# Punta Lillo
Punta Lillo ist eine Landspitze an der Westküste der Kopaitic-Insel in der Gruppe der Duroch-Inseln nordwestlich der Antarktischen Halbinsel. Sie liegt zwischen Punta Lermanda und Punta Pelusa im Covadonga Harbor.
Wissenschaftler der 2. Chilenischen Antarktisexpedition (1947–1948) benannten sie nach Gastón Lillo Díaz, Hospital Corpsman bei dieser Forschungsreise.